# 君のカケラ
「君のカケラ」は、サクラメリーメンが2008年2月6日にリリースした、5枚目のマキシシングルである。

## 概要
- 初めて佐久間正英をプロデューサーに迎えた作品。
- また、初めての4曲収録のシングル。

## 収録曲
1. 君のカケラ
恋人との恋愛像を描いている。透太曰く「他人の2人が知り合い、互いのカケラを発見しあい、1つの形になっていくという感じの曲。」。
2. 聞こえる
1年以上前に出来ていた曲。この曲が出来たきっかけはライブ会場でお客さんに言われた「どこみて歌っているの？」という一言。
3. 告白
女の子に振られるということを前提にしていながら告白をする、という曲。
ライブでは会場でタオルを振り回すのが恒例になっている。
4. サイハテホーム〜live ver.〜
1stシングル「サイハテホーム」のライブバージョン。

## 収録アルバム
- 2ndアルバム「呼吸」(#1,#2)

## タイアップ
- 熊本放送「SOUND STEADY」エンディングテーマソング (#1)
- 青森放送「@なまてれ」エンディングテーマソング (#1)
- NTTドコモ四国CMソング (#2)